# UR-100
L'UR-100  (in cirillico: УР-100; nome in codice NATO: SS-11 Sego), anche noto con il codice 8K84, è stato un missile balistico intercontinentale di fabbricazione sovietica, sviluppato dall'OKB-52 negli anni sessanta ed entrato in servizio presso le Forze Missilistiche Strategiche dell'Unione Sovietica a partire dal 1967.
Prodotto in numerose varianti tra cui la UR-100UTTKh (nome in codice NATO: SS-11 Sego Mod.2) ed UR-100K (nome in codice NATO: SS-11 Sego Mod.3) è stato il sistema d'arma strategico schierato nel maggior numero di esemplari da parte dell'Unione Sovietica nel corso della Guerra Fredda.
Costantemente aggiornato nel corso della sua vita operativa, nelle versioni più recenti era in grado di volare su distanze maggiori di 10.000 km trasportando fino a 3 testate nucleari (MIRV).
Iniziata la dismissione nel 1974, gli ultimi esemplari furono ritirati dal servizio nel 1996.

## Storia

### Sviluppo
L'OKB-52 venne autorizzato a sviluppare un nuovo missile balistico intercontinentale il 30 marzo 1963. Si trattava dell'UR-100, ovvero della versione leggera della famiglia di missili UR, che l'ufficio tecnico di Čelomej aveva intenzione di realizzare. Il primo volo venne effettuato il 19 aprile 1965 dal cosmodromo di Baikonur, due anni dopo che lo sviluppo era stato autorizzato (in realtà le ricerche su questo sistema erano iniziate nel 1951). Il 21 luglio 1967, l'UR-100 venne schierato operativamente.
A partire dai primi anni settanta, la versione base venne sostituita da due più perfezionate, una delle quali era in grado di trasportare testate multiple.
In Occidente, questo sistema d'arma ricevette la codifica di SS-11 Sego, ma in realtà ci fu sempre una certa confusione tra le diverse varianti, soprattutto in considerazione del fatto che le uniche informazioni sul missile provenivano dalle fonti di intelligence e si basavano essenzialmente sull'aspetto fisico di questa arma, osservato in occasione dei lanci.

### Impiego operativo
I primi tre reggimenti furono messi in stato di allerta il 24 novembre 1966, e il 21 luglio dell'anno successivo il missile venne dichiarato operativo. Negli anni settanta, furono realizzate altre tre versioni, ulteriormente aggiornate, che furono immesse in servizio in gran numero.
Si trattò dell'arma che consentì ai sovietici di raggiungere la parità con gli Stati Uniti nel campo degli armamenti strategici, ed in termini quantitativi fu la controparte dei Minuteman. Infatti, l'SS-11 fu il missile balistico schierato in maggior numero nelle forze missilistiche strategiche sovietiche, con 990 vettori tra il 1966 ed il 1972, ed ulteriori 420 tra il 1973 ed il 1977, di versioni più perfezionate.
Gli SS-11 vennero schierati in gruppi di dieci unità. In particolare, ogni gruppo era costituito da dieci silos corazzati privi di personale e da un singolo centro di controllo lanci.
Nel 1991, ne rimanevano in servizio 326, ridotti ad appena una decina entro il 1994 in modo da rispettare il trattato START I. La radiazione venne ultimata nel 1996, quando anche gli ultimi furono definitivamente smantellati.

## Caratteristiche
L'UR-100 era un ICBM leggero a due stadi, con motore a propellente liquido. La sua lunghezza era compresa tra i 16 e i 18 m, a seconda della versione, con prestazioni e carico bellico variabili. Il sistema di navigazione era di tipo inerziale, costituito da un sistema autonomo di guida e controllo con una piattaforma giro stabilizzatrice di giroscopi mobili. Inoltre, era anche provvisto di un sistema di monitoraggio automatico, sia durante la fase di preparazione al lancio, sia durante il volo.
Gli SS-11 erano schierati in appositi silos corazzati che richiedevano un supporto minimo, soluzione che l'intelligence occidentale ritenne concettualmente piuttosto simile a quella adottata con i Minuteman statunitensi. I missili erano sistemati all'interno di cilindri pressurizzati lunghi 19,5 m e con un diametro di 2,9, che in pratica li ospitavano per tutta la carriera operativa e ne facilitavano il trasporto. I propulsori rimanevano isolati in modo permanente dai componenti del propellente grazie ad apposite membrane. Queste soluzioni (utilizzate per la prima volta su un ICBM sovietico) consentivano di preservarli in modo sicuro mentre erano tenuti in stato di allerta permanente, con il combustibile già inserito.
Il tempo di reazione in condizioni di allerta normale, secondo stime occidentali, era tra i 30 secondi e i 3 minuti.
Stando a fonti russe, inizialmente era previsto l'impiego di testate diverse in relazione alla distanza degli obiettivi: in particolare, nel caso di bersagli in nord America, la testata sarebbe stata più leggera, in modo da consentire distanza intercontinentali. Viceversa, in caso di obiettivi in Europa o Asia, si sarebbero dovute utilizzare testate più grandi e pesanti.

## Varianti
- UR-100 (УР-100; SS-11 Sego): versione originale immessa in servizio nel 1967
- UR-100UTTKh (УР-100УТТЖ; SS-11 Sego Mod.1): versione entrata in servizio nel 1971, con ogiva riprogettata, caratteristiche di volo migliorate ed un tempo di preparazione al lancio inferiore
- UR-100K (УР-100K; SS-11 Sego Mod.2): versione migliorata dell'UR-100, con aumento di carico utile, gittata e minor margine di errore. Entrata in servizio nel 1972
- UR-100U (УР-100У; SS-11 Sego Mod.3): versione dotata di (MIRV)
- SS-11 Sego Mod-4:  Versione dell'UR-100U dotata di sei testate nucleari. Non entrato in servizio operativo.[2]

## Tabella comparativa
| Caratteristiche       | SS-11 Sego Mod-1  | SS-11 Sego Mod-2 | SS-11 Sego Mod-3  | SS-11 Sego Mod-4 |
| --------------------- | ----------------- | ---------------- | ----------------- | ---------------- |
| Nome russo            | UR-100/UR-100M    | UR-100K          | UR-100U           | -                |
| Indice GRAU           | 8K84/8K84UTTkh    | 8K84K            | 8K84UTTkh 8K84M   | -                |
| Primo volo            | 19 aprile 1965    | 23 luglio 1969   | 2 settembre 1969  | 16 giugno 1971   |
| Ingresso in servizio  | 21 luglio 1967    | 28 dicembre 1972 | 26 settembre 1974 | -                |
| Testata (in megatoni) | 1 x 0,6-1,2       | 1 x 0,6-1,2      | 3 x 0,35          | 6 x ?            |
| Carico utile (in kg)  | 760-800           | 900-1.200        | 1.208             | 1.200            |
| Lunghezza (in m)      | 19,625            | 18,9-19          | 18,9              | 19,1-19,8        |
| Diametro (m)          | 2                 | 2                | 2                 | 2                |
| Peso al lancio (kg)   | 39.400-42.300     | 50.100           | 50.090-50.100     | 50.100-51.240    |
| Gittata (in km)       | 5.000 o 11-12.000 | 11-13.000        | 10.600-12.000     | 10.600-12.000    |
| Margine di errore (m) | 1.800             | 1.400            | 900-1.350         | 900-1.350        |

## Utilizzatori

### Passati
Russia
- Raketnye vojska strategičeskogo naznačenija - RVSN RF
  - 4ª Divisione Missilistica, Čita Oblast

In servizio fino al 1996
 Unione Sovietica
- Raketnye vojska strategičeskogo naznačenija - RVSN CCCP

In servizio dal 1967 al 1991, fino a 950 esemplari operativi contemporaneamente